# Khoda Baksh Chowdhury
Pour les articles homonymes, voir Chowdhury.
Khuda Baksh Chowdhury, né le 15 août 1952 est un ancien inspecteur général (en) de la police du Bangladesh (en). et assistant spécial, doté du statut équivalent à celui de ministre d'État du gouvernement intérimaire du Bangladesh.
Il a également été conseiller principal de police à la MANUA de juin 2008 à avril 2010

## Formation et jeunese
Chowdhury est né le 15 août 1952 dans le district de Chittagong. Il est diplômé de l'université de Dacca en sciences politiques (inscrit en 1969).

## Carrière
Chowdhury a rejoint la police du Bangladesh en 1979.
Il a rejoint la Mission administrative des Nations Unies (ATNUSO) en Slavonie orientale (aujourd'hui partie de la Croatie) en mai 1996 et a servi la Mission comme chef de secteur adjoint, puis comme chef de secteur de l'un des deux secteurs de la Mission. Quelques années plus tard, il a rejoint la MINUBH (Mission des Nations Unies en Bosnie-Herzégovine), une mission de surveillance, à Sarajevo en août 1999. Il a travaillé au sein de la Mission comme commandant régional adjoint et commandant régional de la région du GIP de Sarajevo, au sein d'un groupe d'officiers de police civile internationale.
Il a ensuite occupé le poste de chef du département d'investigation crininelle (en) (CID). Le 31 octobre 2006, il a été nommé directeur général du Bataillon d'action rapide par le gouvernement intérimaire. Deux jours plus tard, il a été promu inspecteur général de la police du Bangladesh en remplacement d'Anwarul Iqbal (en).
Chowdhury a été président de l'Association des services de police du Bangladesh (BPSA) en 2006.

## Affaire de l'attentat à la grenade de 2004 à Dhaka
Après la formation du gouvernement par la Ligue Awami en 2009, le parquet a déposé une requête pour l'ouverture d'une enquête plus approfondie sur l'incident en juin 2009. En juillet 2011, 23 mois après la fin de l'enquête, la CID a soumis un acte d'accusation supplémentaire inculpant Chowdhury et deux autres anciens inspecteurs généraux. L'avocat de la Cour suprême Rafique-ul Haque a plaidé la cause de Khoda Baksh,.
Le 1er décembre 2024, il a été acquitté par la Haute Cour dans les affaires d'attentats à la grenade du 21 août.